# Puig de Serreïnes
El Puig de Serreïnes és una muntanya de 1.686 metres que es troba entre els municipis de la Vansa i Fórnols i de la Ribera d'Urgellet, a la comarca de l'Alt Urgell.
El vèrtex geodèsic (referència 271084001) es troba al cim. La seva fauna salvatge característica són els pardals, pits rojos, merles, garses, milans, aligots, perdius, esparvers, voltors, cucuts i ducs (quasi extingits per la depredació dels anys 60). Des de 2010 està integrat al centre d'un sender forestal que segueix una part de l'antic camí de Torà de Tost a Banyeres (la Vansa i Fórnols).